# 哀愁の湖
『哀愁の湖』（あいしゅうのみずうみ）は、日本の歌手氷川きよしの14枚目のシングルである。2008年10月1日発売。発売元はコロムビアミュージックエンタテインメント（現・日本コロムビア）。

## 概要
- 前作から8ヶ月ぶりとなるシングル。

## 収録曲
- 全曲編曲：伊戸のりお

1. 哀愁の湖
作詞：仁井谷俊也／作曲：水森英夫
2. 夕顔の女
作詞：かず翼／作曲：杜奏太朗
3. 哀愁の湖（オリジナル・カラオケ）
4. 夕顔の女（オリジナル・カラオケ）
5. 哀愁の湖（半音下げオリジナル・カラオケ）
6. 哀愁の湖（半音下げオリジナル・カラオケ ガイドメロ入り）

## 収録アルバム

### 哀愁の湖
- オリジナル『演歌名曲コレクション9 ～哀愁の湖～』（2008年12月10日）

### 夕顔の女
- オリジナル『演歌名曲コレクション9 ～哀愁の湖～』（2008年12月10日）